# 中国人民解放军青海省军区
中国人民解放军青海省军区，是中国人民解放军现属中央军事委员会国防动员部的一个省级军区，管辖范围为青海省。

## 历任领导

### 司令员
1. 季占斌
2. 李松山（2013年12月－2017年4月）[1]
3. 曲新勇（2017年4月－2020年4月）[2]
4. 刘格平（2020年5月－2024年7月）[3]
5. 李胜利（2024年7月－）[4]

### 政治委员
1. 林淼鑫 少将（？－？）
2. 武玉德 少将（2010年12月－2014年7月）[5]
3. 李宁 少将（2014年7月－2018年5月）[6]
4. 王秀峰 少将（2018年5月－2020年10月）[7]
5. 衣述强 少将（2020年10月－）[8]